# Erkylänjärvi
Erkylänjärvi är en sjö i Finland. Den ligger i kommunen Hausjärvi i landskapet Egentliga Tavastland, i den södra delen av landet, 60 km norr om huvudstaden Helsingfors. Erkylänjärvi ligger 111 meter över havet. Arean är 62,8 hektar och strandlinjen är 4,74 kilometer lång. Sjön  ingår i Vanda å huvudavrinningsområde.   I omgivningarna runt Erkylänjärvi växer i huvudsak barrskog.